# Ponta Marmita
A Ponta Marmita é uma formação geológica costeira de São Tomé e Príncipe, localizada na ilha do Príncipe. Este acidente geológico localiza-se entre a Ribeira Izé e a Ponta Pedra Furada.